# Alburnus derjugini
Alburnus derjugini är en fiskart som beskrevs av Berg 1923. Alburnus derjugini ingår i släktet Alburnus och familjen karpfiskar. Inga underarter finns listade i Catalogue of Life.